# 阿恩斯貝格
阿恩斯贝格（德語：Arnsberg，發音：[ˈaʁnsbɛʁk] ⓘ）是德国北莱茵-威斯特法伦州阿恩斯贝格行政区上绍尔兰县的城市，是阿恩斯贝格行政区的首府，面积193.72平方千米，2023年12月31日人口为74,206人。